# Dirección General para la Igualdad de Trato y No Discriminación y contra el Racismo
La Dirección General para la Igualdad de Trato y No Discriminación y contra el Racismo de España es el órgano directivo del Ministerio de Igualdad, adscrito a la Secretaría de Estado de Igualdad y para la Erradicación de la Violencia contra las Mujeres, responsable de la propuesta, impulso y desarrollo de la aplicación transversal del principio de igualdad de trato y la eliminación de toda clase de discriminación de las personas por cualquier condición o circunstancia personal o social, y, especialmente, la prevención y erradicación del racismo, la discriminación racial, la xenofobia y otras formas conexas de intolerancia, sin perjuicio de las competencias atribuidas a otros departamentos.

## Historia
Este organismo nace en la primera organización del Ministerio de Igualdad, establecida por Real Decreto de 14 de abril de 2008. En esta norma, se establece la «Dirección General contra la Discriminación», inicialmente centrada en la lucha contra la discriminación por razón de género, aunque en su desarrollo posterior también se le ampliaron a otro tipo de discriminaciones —sexo, origen racial o étnico, religión o ideología, orientación sexual, edad o cualquier otra condición o circunstancia personal o social—.
Dos años más tarde, la necesidad de reducir gasto público hizo que se suprimiera, fusionándose con la Dirección General para la Igualdad en el Empleo para crear la Dirección General para la Igualdad en el Empleo y contra la Discriminación. En 2014, este nuevo órgano, ahora llamado Dirección General para la Igualdad de Oportunidades, se suprimió por el mismo motivo, integrando sus funciones en el Instituto de la Mujer.
Tras la vuelta de los socialistas al poder en 2018, se restableció el órgano original destinado a combatir la discriminación, ahora llamado «Dirección General para la Igualdad de Trato y Diversidad» e integrado en el Ministerio de la Presidencia, Relaciones con las Cortes e Igualdad, con una única subdirección, la Subdirección General para la Igualdad de Trato y la No Discriminación, órgano que entre 2011 y 2018 había asumido esta área competencial en distintos órganos directivos. Todo lo relacionado con la igualdad de oportunidades en el empleo se mantuvo en el Instituto de la Mujer.
En enero de 2020, la dirección general se integró en el restablecido Ministerio de Igualdad. Asimismo, fue renombrada como «Dirección General para la Igualdad de trato y Diversidad Étnico Racial». Asimismo, la Subdirección General para la Igualdad de Trato y la No Discriminación fue renombrada como Subdirección General para la Igualdad de trato y Diversidad Étnico Racial.
A finales de 2023 fue renombrada como «Dirección General para la Igualdad de Trato y No Discriminación y contra el Racismo», así como la subdirección, que pasó a titularse Subdirección General para la Igualdad de trato y No Discriminación y contra el Racismo.

## Estructura y funciones
La dirección general se estructura en un único órgano a través del cual ejerce sus competencias, salvo las ya mencionadas. Este órgano es:
- La Subdirección General para la Igualdad de trato y No Discriminación y contra el Racismo, a la que le corresponde:

La coordinación de las políticas de la Administración General del Estado en materia de igualdad de trato y de oportunidades y el desarrollo de políticas de cooperación con las administraciones de las comunidades autónomas y entidades locales en materias de su competencia, así como con otros agentes públicos y privados, sin perjuicio de las competencias atribuidas a órganos de otros departamentos ministeriales.
La preparación y propuesta de medidas normativas en las materias de su competencia.
La realización de informes y estudios, así como la propuesta de preguntas para su inclusión en encuestas, en particular relativas al origen étnico de las personas, en colaboración con el Instituto Nacional de Estadística u otros organismos competentes, en las materias que afecten a la igualdad de trato, no discriminación, intolerancia y lucha contra el racismo, así como su debate, difusión e intercambio con otros departamentos ministeriales y entes públicos y privados, de ámbito internacional, nacional, autonómico o local y con entidades de la sociedad civil.
La propuesta, en coordinación con los departamentos ministeriales y administraciones públicas competentes, de medidas de acción positiva en las esferas social, económica, sanitaria, educativa, de empleo, de participación política y en el sector público, de acceso a la vivienda, cultural, tecnológica, y en otras esferas, para asegurar la adecuada protección de ciertos grupos nacionales, poblacionales, étnicos o religiosos, que sufran discriminación o intolerancia por cualquier circunstancia personal o social, con el fin de garantizar, en condiciones de igualdad, su pleno disfrute de los derechos humanos y de las libertades fundamentales.
La formulación de iniciativas y actividades de sensibilización social, información, formación, participación y cuantas otras sean necesarias para la promoción de la igualdad de trato y la no discriminación, la tolerancia y la dignidad de la persona, así como la valoración positiva de la diversidad.
La promoción de medidas dirigidas a la asistencia y protección de las personas víctimas de discriminación, delitos de odio, discurso de odio, ataque a su dignidad e intolerancia, sin perjuicio de las competencias de otros departamentos ministeriales.
La propuesta de instrumentos de cooperación para el diseño de contenidos de los planes de formación del personal de las administraciones públicas en las áreas relacionadas con la igualdad de trato y la no discriminación, intolerancia, discurso de odio y delitos de odio.
La colaboración y coordinación con agentes públicos y privados internacionales vinculados con la igualdad de trato e intolerancia, sin perjuicio de las competencias encomendadas a la Secretaría General Técnica.

### Organismos adscritos
- El Consejo para la Eliminación de la Discriminación Racial o Étnica.

## Directores generales
1. Carmen Navarro Martínez (2008-2010)[10]
2. Ignacio Sola Barleycorn (2018-2020)[11]
3. Rita Gertrudis Bosaho Gori (2020-2023)[12]
4. Beatriz Carrillo (2023-presente)[13]